# L'Imprudence
Albums de Alain Bashung
Fantaisie militaire
(1998) Cantique des cantiques
(2002)
L'Imprudence est le onzième album studio d'Alain Bashung, sorti en octobre 2002 chez Barclay Records.

## Production
Alain Bashung a coécrit la plupart des paroles de cet album avec Jean Fauque, sauf "Faisons envie" qui a été écrit avec Christophe Miossec, et la chanson "Jamais d'autre que toi" qui est un poème de Robert Desnos transformé en chanson. Bashung a composé la musique, en collaboration avec Ludovic Bource, Jean Lamoot, Arnaud Devos et le groupe suisse Mobile in Motion.
Le titre de cet album est basé sur Lenteurs et imprudence..., titre de travail pour Fantaisie militaire et sur sa propre "réflexion sur les relations humaines". Cet album a été écrit et composé alors que Bashung devenait père d'une fille et que se développait en lui un sentiment de « peur, d'injustice et d'incompréhension » nourri par l'actualité quotidienne. Par exemple, Bashung a déclaré avoir composé la chanson "Dans la foulée" après la "réaction médiatique contre Marie-José Pérec en Australie" lors des Jeux olympiques de Sydney lorsque l'athlète, à cause de la pression et d'une vague de paranoïa, a fui la compétition. Choqué par la réaction des médias à son égard, en raison des attentes et après des commentaires élogieux la concernant, il remet en cause le système. Aussi, la chanson "Noir de monde" est une dénonciation de tous les révisionnistes, ceux de l'histoire et d'autres à une échelle plus personnelle. Alain Bashung a également déclaré qu'après le succès de Fantaisie militaire il souhaitait faire « un album tragique et sensuel ».
D'un point de vue technique, Bashung a été très attentif à la sophistication des musiques, des arrangements et même des bruits d'ambiance, utilisant l'informatique comme outil d'enregistrement et non pour une question de qualité technique. L'album est souvent plus parlé que chanté, comme dans la musique de Serge Gainsbourg ou de Léo Ferré, par exemple pour le poème de Desnos ou "Faisons envie" de Miossec.

## Accueil

### Réception critique
La réception critique a été très positive, l'album étant diversement appelé "un point de repère" et "sublime", tandis que la musique a été qualifiée de "sombre" et "crépusculaire",. Dans un numéro de 2005 de L'actualité, un critique l'a cité avec Fantaisie militaire comme l'une des réalisations suprêmes de Bashung.

## Liste des pistes
| No  | Titre                    | Durée |
| --- | ------------------------ | ----- |
| 1.  | Tel                      | 5:39  |
| 2.  | Faites monter            | 4:21  |
| 3.  | Je me dore               | 5:05  |
| 4.  | Mes bras                 | 7:47  |
| 5.  | La Ficelle               | 4:37  |
| 6.  | Noir de monde            | 4:22  |
| 7.  | L'Irréel                 | 3:36  |
| 8.  | Jamais d'autre que toi   | 2:00  |
| 9.  | Est-ce aimer             | 3:59  |
| 10. | Le Dimanche à Tchernobyl | 5:45  |
| 11. | Dans la foulée           | 5:22  |
| 12. | Faisons envie            | 3:44  |
| 13. | L'Imprudence             | 9:38  |

## Personnel

### Musiciens
- Alain Bashung – voix, harmonica
- Marc Ribot – guitare électrique, guitare acoustique
- Martyn Barker – batterie, percussions
- Steve Nieve – orgue, piano, carillon tubulaire
- Simon Edwards – guitare basse, contrebasse, bendir
- Arto Lindsay – guitare électrique
- Mino Cinelu – percussions, udu, carillons
- Ludovic Bource – accordéon, arrangements de cordes
- Arnaud Devos – guitare électrique, vibraphone, percussions
- Mark Steylaerts – direction des cordes

## Classements
| Classement | Meilleure position | Nombre de semaines dans le Top 50 |
| ---------- | ------------------ | --------------------------------- |
| France     | 1                  | 6                                 |
| Belgique   | 2                  | 6                                 |
| Suisse     | 46                 | 3                                 |

## Certifications
| Pays          | Certification | Ventes certifiées |
| ------------- | ------------- | ----------------- |
| France (SNEP) | Or            | 100,000           |